# Interstate 205 (Kalifornien)
Die Interstate 205 (kurz I-205) ist ein Interstate Highway im US-Bundesstaat Kalifornien. Die Interstate verbindet nördlich von Tracy die Interstate 580 im Westen mit der Interstate 5 im Osten.

## Verlauf
Nach der Abzweigung von der Interstate 580 verläuft die I-205 in östlicher Richtung und passiert im Süden die Stadt Tracy. Nach 21 Kilometern endet sie nordöstlich der Ortschaft Banta an der Interstate 5.

## Weblinks

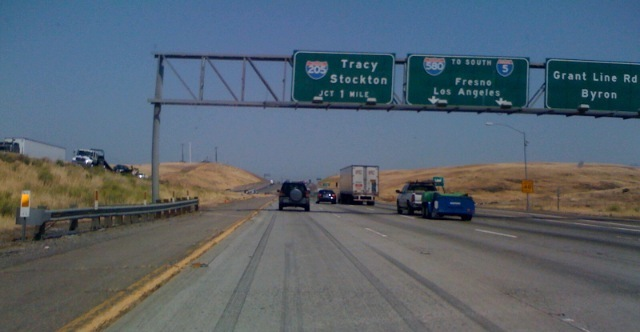
Interstate 105